# 喬魯赫河鱒
喬魯赫河鱒，為輻鰭魚綱鮭形目鮭科的一種，為溫帶淡水魚，分佈於歐洲土耳其黑海東南部沿岸淡水流域，深度可達50公尺，體長可達80公分，棲息在沙石底直底中層水域，會進行洄游，生活習性不明。